# 羅丹明6G
羅丹明6G是具高螢光性質的羅丹明家族染料之一。其經常被用做觀察水中流速、水流方向和傳遞的追蹤染劑。因為羅丹明類的染料具有螢光性質，故以不昂貴的方式也就是螢光計便能簡易偵測。羅丹明類染料已被廣泛運用在生物科技中，例如螢光顯微鏡、流式細胞術、螢光相關光譜和酵素結合免疫吸附分析法（ELISA）。

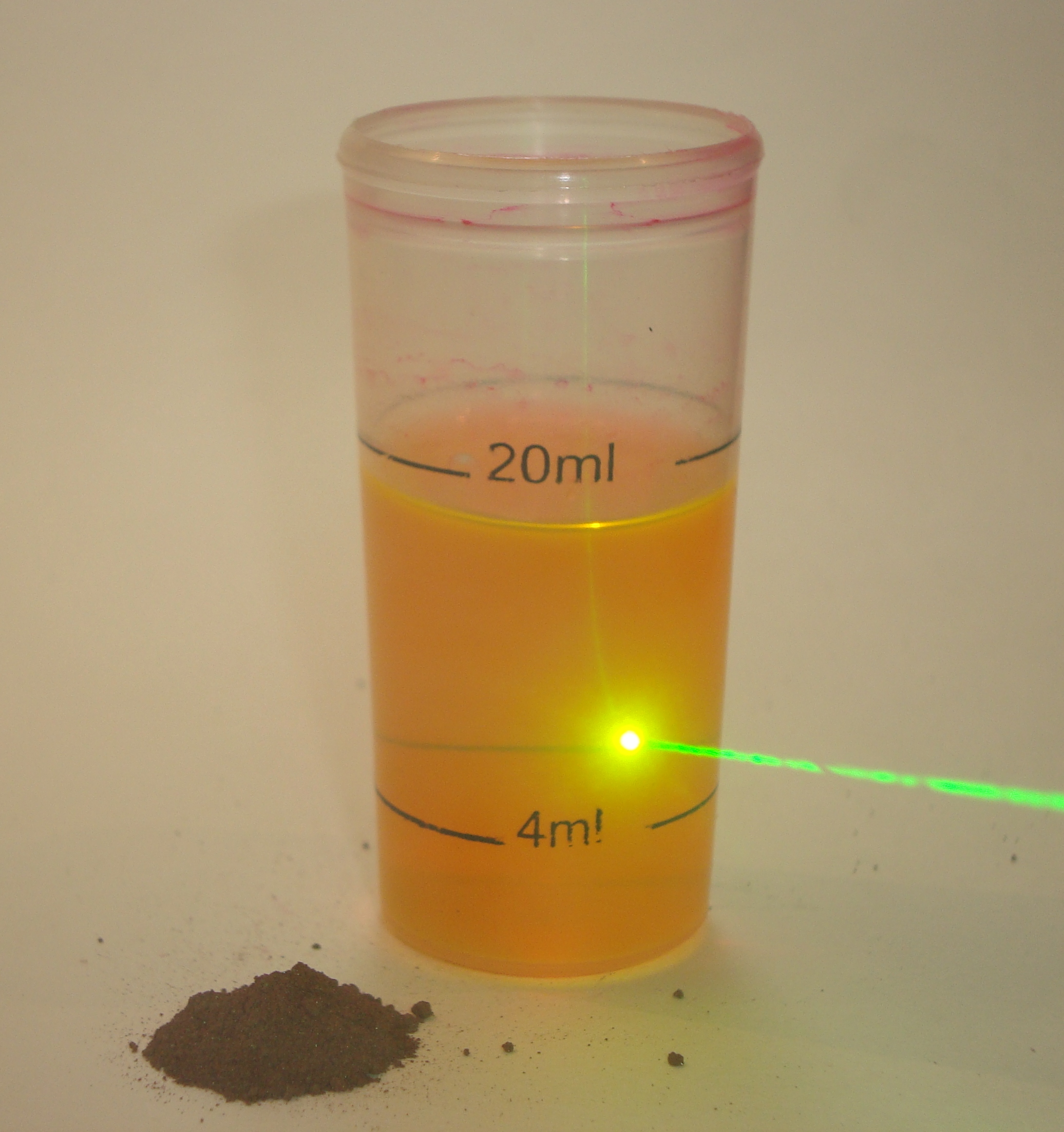
羅丹明6G鹽酸鹽的粉末。其溶於甲醇經綠光雷射激發會放出黃色螢光。

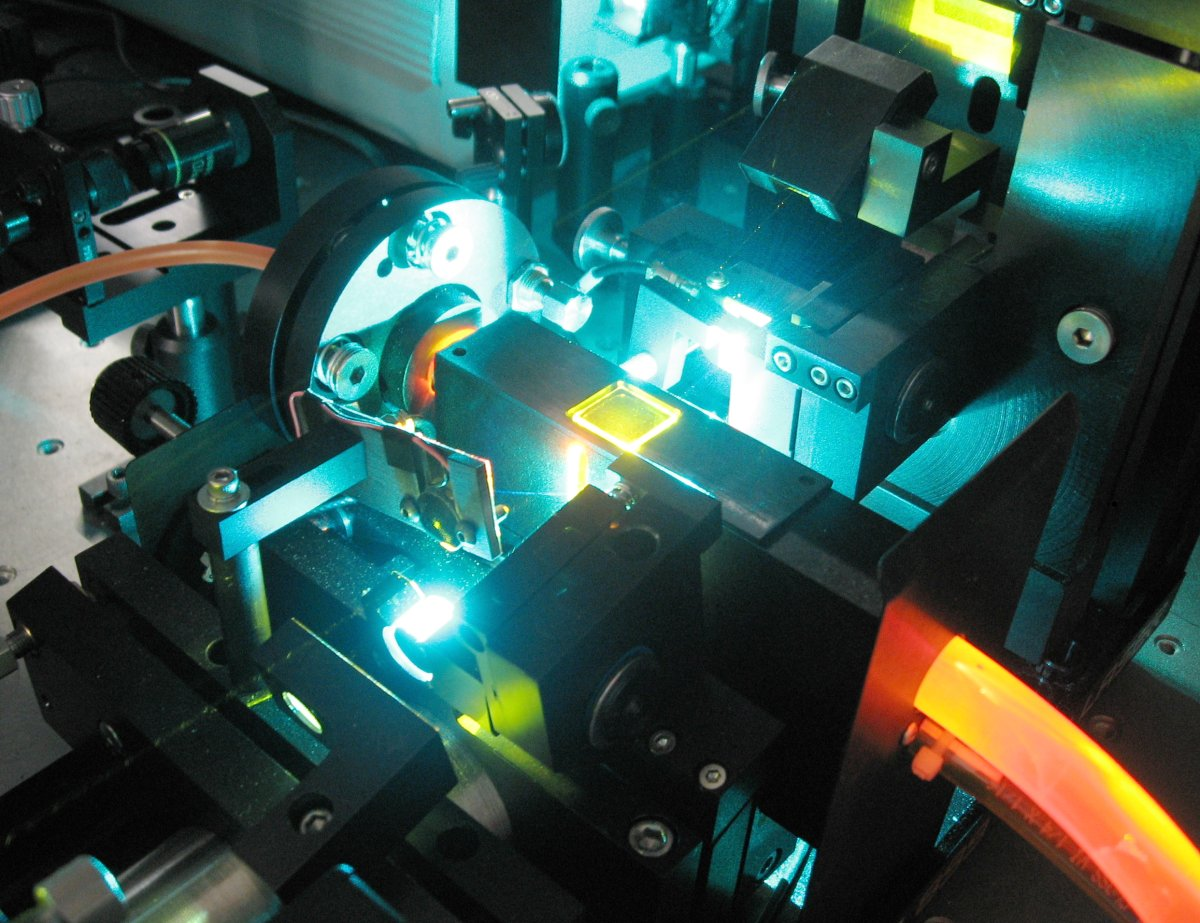
以羅丹明6G為基礎的染料雷射。圖中管中充滿的橘色流體是染料溶液。

羅丹明6G也被用作雷射染料，或其中的介質。羅丹明6G具有很高的光穩定性，高螢光亮子產率(0.95)，又低成本。且其最大放光波長很接近其最大吸收值（約530納米），羅丹明6G放光波長範圍落在555到585納米，最大強度約落在566納米。
羅丹明6G以三種常見的形式存在。其鹽酸鹽是紅棕色的粉末，化學式可表示為C27H29ClN2O3。這種形式的羅丹明6G易溶於許多溶劑，除了不鏽鋼外，對大部分金屬都具有很強的腐蝕性。其他形式較不易溶於溶劑，但腐蝕性也較弱。羅丹明6G的高氯酸鹽（C27H29ClN2O7）外觀是紅色晶體，而羅丹明6G的四氟硼酸鹽（C27H29BF4N2O3）則是栗色晶體。

## 溶解度
丁醇 (40 g/l)，乙醇 (80)，甲醇 (400)，丙醇 (15)，乙二醇 (50)，二甘醇 ( 100)，三甘醇 (100)，異丙醇 (15)，二乙醇單乙醚 (25)，二乙醇單甲醚 (50)，一縮二丙二醇 (30)，聚乙二醇 (20)。